# Rothschildia rhodina
Rothschildia rhodina är en fjärilsart som beskrevs av Jordan 1911. Rothschildia rhodina ingår i släktet Rothschildia och familjen påfågelsspinnare. Inga underarter finns listade.